# 卡斯滕·扬克尔
卡斯滕·扬克尔（德語：Carsten Jancker，1974年8月28日—），曾经是德国足球运动员。他是前德国国家足球队主力，参加过2000年歐洲國家盃和2002年世界杯。

## 职业生涯
作为前鋒，扬克尔无疑是体形高大的球员，身高194公分和93公斤。身高和优势使得他成为队友往禁区内传球的第一选择，在拜仁慕尼黑期间他充分的展现了这一优势。扬克尔是位与众不同的高中锋，尽管他有着巨大的身体优势，可争顶头球仍然是他的弱项，但是脚下控球技术惊人，特别是精良的背身拿球技巧以及强有力的右脚射门得分。

### 欧战成名
扬克尔早年在罗斯托克训练班练习，随后1993年在科隆开始了他的职业生涯。21岁时转会到维也纳快速，共射入14球，其中包括7个欧洲优胜者杯进球，成为了当届优胜者杯的最佳射手。正是那令人印象深刻的表现，使得他仅在奥地利俱乐部待了一个赛季就重返德甲，被拜仁慕尼黑招入帐下。

### 拜仁辉煌
扬克尔1996年至2002年间在拜仁的这段时间是其职业生涯的最高峰，他帮助球队取得了四次德甲联赛冠军以及2001年所获得的代表欧洲足坛最高荣誉的欧洲冠军联赛冠军。在拜仁期间，扬克尔的锋线搭档为巴西人，被评定为德甲最富有攻击性的球员吉奥瓦尼·埃尔伯。他在埃尔伯一同的出彩表现吸引了德国国家队主教练埃里希·里贝克的关注，并且将其招入2000年欧锦赛德国国家队阵容中。

### 国家队时期
卡斯滕·扬克尔很快被欧洲球迷所认知，但是这位进球方式单一的光头前锋总体来说在国家队的表现不佳，没有能够表现出俱乐部时的状态。一种可能的解释是，德国国家队中缺少一位像埃尔伯一样技术出众的球员作为扬克尔的锋线搭档。尽管他被招入沃勒尔的2002年韩日世界杯大名单，但是在赛事之后很快就被国家队弃用，之后也没有再次征招。目前扬克尔共在国家队出场33次，进球10个，其中包括一个世界杯进球。

### 离开拜仁
扬克尔在2002年离开拜仁后登陆意甲乌迪内斯，但是这次转会并没有取得成功。在乌迪内斯打了2个赛季，出场35次但作为一个前锋只有两个联赛入球进账，显然身材高大的扬克尔无法适应意大利联赛的打法。2004年扬克尔返回了德甲球队凯泽斯劳滕，在德甲联赛中有着不俗的表现，在25场比赛中射入5球。随着凯泽斯劳滕的降级，扬克尔在2006年5月转会来到亚洲，签约于中超球队上海申花，成为续约根·阿尔贝茨后第二位效力于申花的德国国脚。
扬克尔的到来并没有给球队带来惊喜，在中超度过了一个令人失望的赛季，在整个赛季中扬克尔仅仅为俱乐部打进过一个亚洲冠军联赛进球。糟糕的表现使得上海申花不再与扬克尔续约。“我不知道这是怎么了，这或许是我职业生涯中最灰暗的一段岁月。”扬克尔在接受《上海日报》采访时表示，“当我刚刚到达这里的时候，我认为我可以打进很多进球，但结果证明这很困难，我本该在中超联赛中发挥得更好的。”

## 职业生涯后期
离开上海申花后，揚克尔在2006年底的冬季转会期转会到了奥地利联赛球队SV马特斯堡。。效力兩季，由於年事已高，狀態大不如前，2009年6月被球會解約放棄。此後幾個月時間沒有任何球會接觸，最後宣告退役。

## 个人荣誉
- 奥地利足球甲级联赛: 1996
- 德国足球甲级联赛: 1997, 1999, 2000, 2001
- 德国联赛杯: 1997, 1998, 1999, 2000
- 德国足协杯: 1998, 2000; 亚军: 1999
- 中国足球超级联赛：亚军：2006
- 欧洲冠军联赛: 2001; 亚军: 1999
- 洲际杯: 2001
- 欧洲Under-16锦标赛: 亚军 1991
- 欧洲优胜者杯: 亚军: 1996
- 欧洲超级杯: 亚军: 2001
- 世界杯: 亚军: 2002